# Молекулярна модель

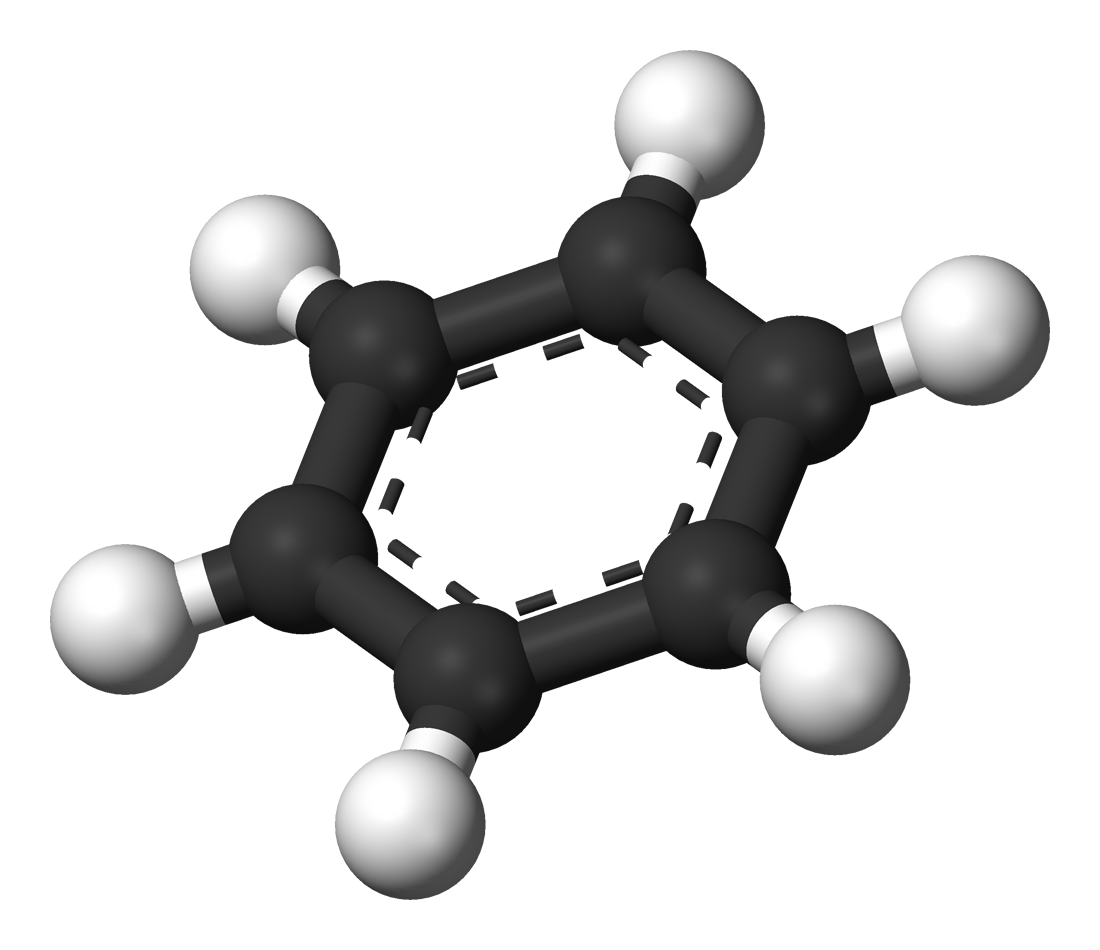
Комп'ютерна молекулярна модель бензолу.

Молекулярна модель (англ. molecular model, рос. молекулярная модель) — модель, що використовується при експериментальному та теоретичному вивченні форми молекул, їх електронної структури та взаємодій. Сюди включають аналогічні подібні молекули, комп'ютерно побудовані графічні образи молекул та механічні моделі (напр., моделі Стьюарта). Модель може бути чисто розрахунковою або ж справжнім фізичним об'єктом. За способом представлення поділяються на прутикові моделі (stick model), що показують зв'язки, кульково-прутикові моделі (ball and stick model), що показують зв'язки і атоми, та простірзаповнюючі моделі (spacefilling model), які відтворюють відносні атомні розміри.